# فنجان قهوة

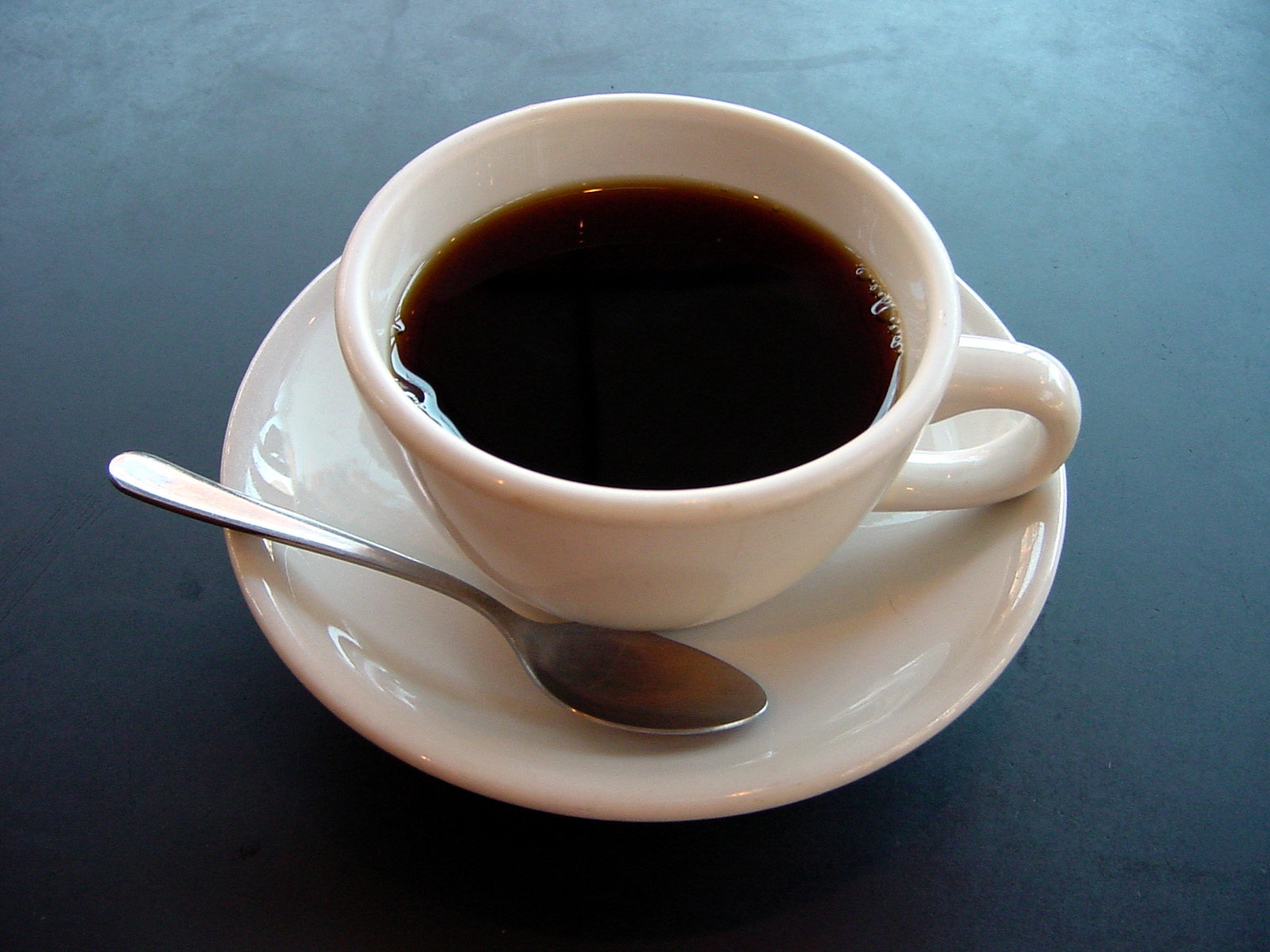
فنجان قهوة

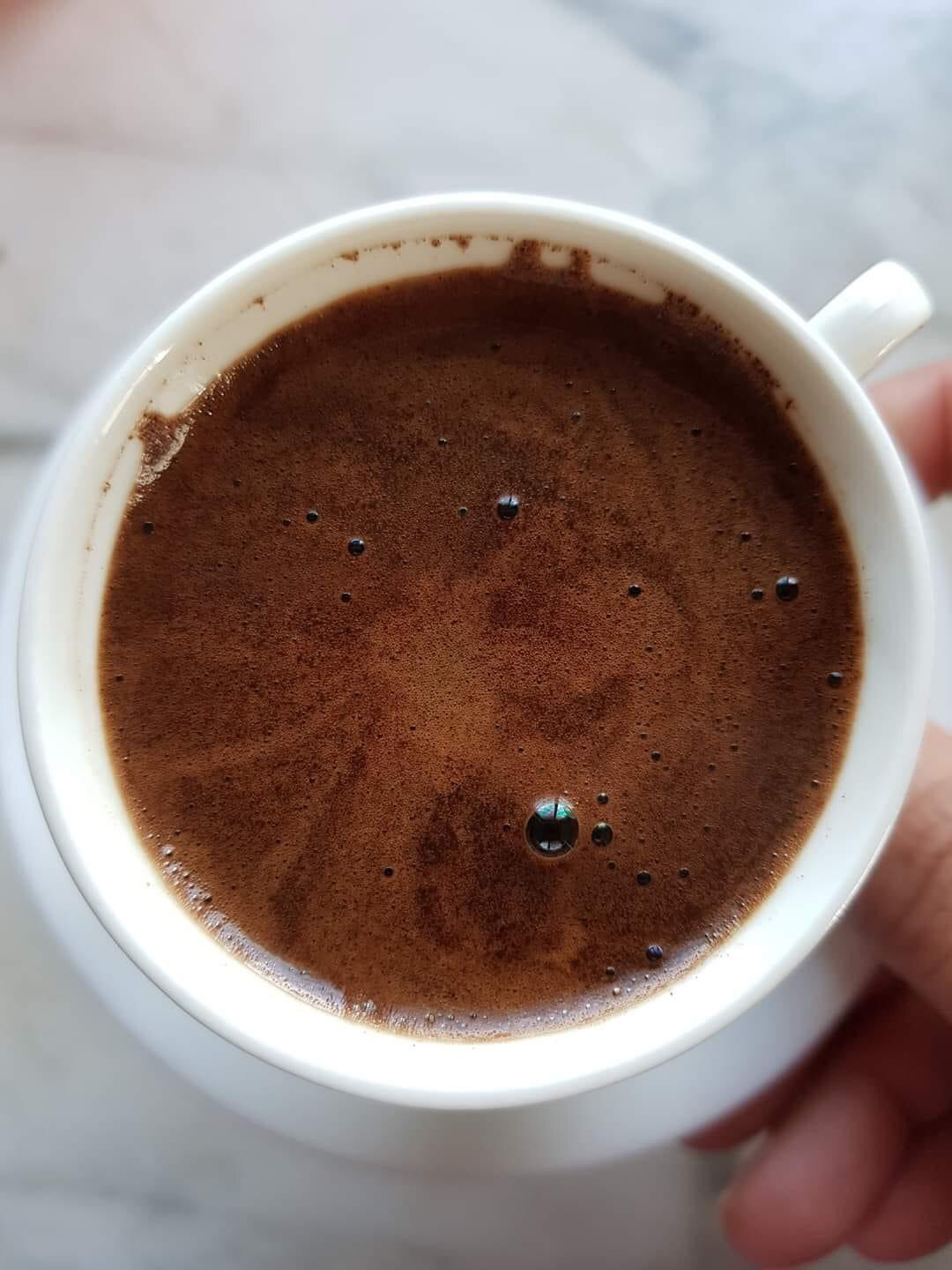
قهوة الصباح

فنجان القهوة هو نوع من الأكواب لشرب القهوة عادة يصنع من السيراميك وله عروة لمسكه وهو حار.